# Mayoruna
Els mayoruna (també coneguts com matsé o matís) són un grup ètnic del Brasil i el Perú.

## Noms ètnics del grup
A les fonts antigues apareixen citats com mayoruna, terme del qual es troben múltiples variants com Maxuruna, Majuruna, Mayuzuna, Mayirona, Mazirona, Mashoruna, Mashobuna o Mangeroma. Matsés significa “gent del riu”, paradoxalment els Mayoruna habiten actualment regions interfluvials. Ha de tenir-se en compte, no obstant això, que els avantpassats dels actuals mayoruna van ser trobats pels cronistes a les ribes de l'Amazones, del riu Ucayali i sobretot, del riu Huallaga, prop de la desembocadura del riu Mayo. Barclay suggereix que el nom Mayoruna podria tenir una etimologia mixta, mig endògena i mig quítxua, ja que en mayu serviria per a designar als grups veïns.
A part de Mayoruna, un altre terme emprat per a designar els diferents grups pano a principis del segle XX al Brasil va ser Marubo, amb les variants de Maropa, Marua, Marobo i Marahua. Igual que el terme Mayo, Marubo és probablement un terme utilitzat per un grup pano septentrional per a referir-se als seus veïns. Les fonts anteriors a la segona meitat del segle xx, permeten distingir entre els pano septentrionals i els pano riberencs. No obstant això, aquestes fonts associen la secció meridional dels Mayoruna amb altres pobles geogràficament contigus i d'aparença similar com els Marubo, els Capanahua, els Remo, els Catukina-Pano i els Payonahua. Segons Erikson, això pot explicar-se pel fet que aquests grups es disputen un territori pràcticament desconegut i per la semblança física dels Mayoruna amb els Remo i els Capanahua (claredat de la pell i decoració amb tatuatges molt semblants).
En l'actualitat els descendents dels Mayoruna són assimilats als Matsés. No obstant això, cal dir que, si bé els avantpassats dels Matsés eren Mayoruna, no necessàriament els avantpassats dels Mayoruna eren Matsés. Matis és una variant de Matsés. L'autodenominació dels Korubo també seria Matsés, en tant que l'etiqueta Korubo sembla que els ha estat imposada pels Matis.
Davant una terminologia tan variada, hem decidit seguir la proposta d'Erikson. Conservarem el terme mayoruna per a designar el conjunt compost per diverses agrupacions autònomes pano septentrionals i reservarem el terme matsés per a referir-nos un grup particular de mayoruna. En aquest article, els matsés seran considerats mayoruna, de la mateixa manera que altres grups pano septentrionals, com els matis i els korubos.

## Situació geogràfica

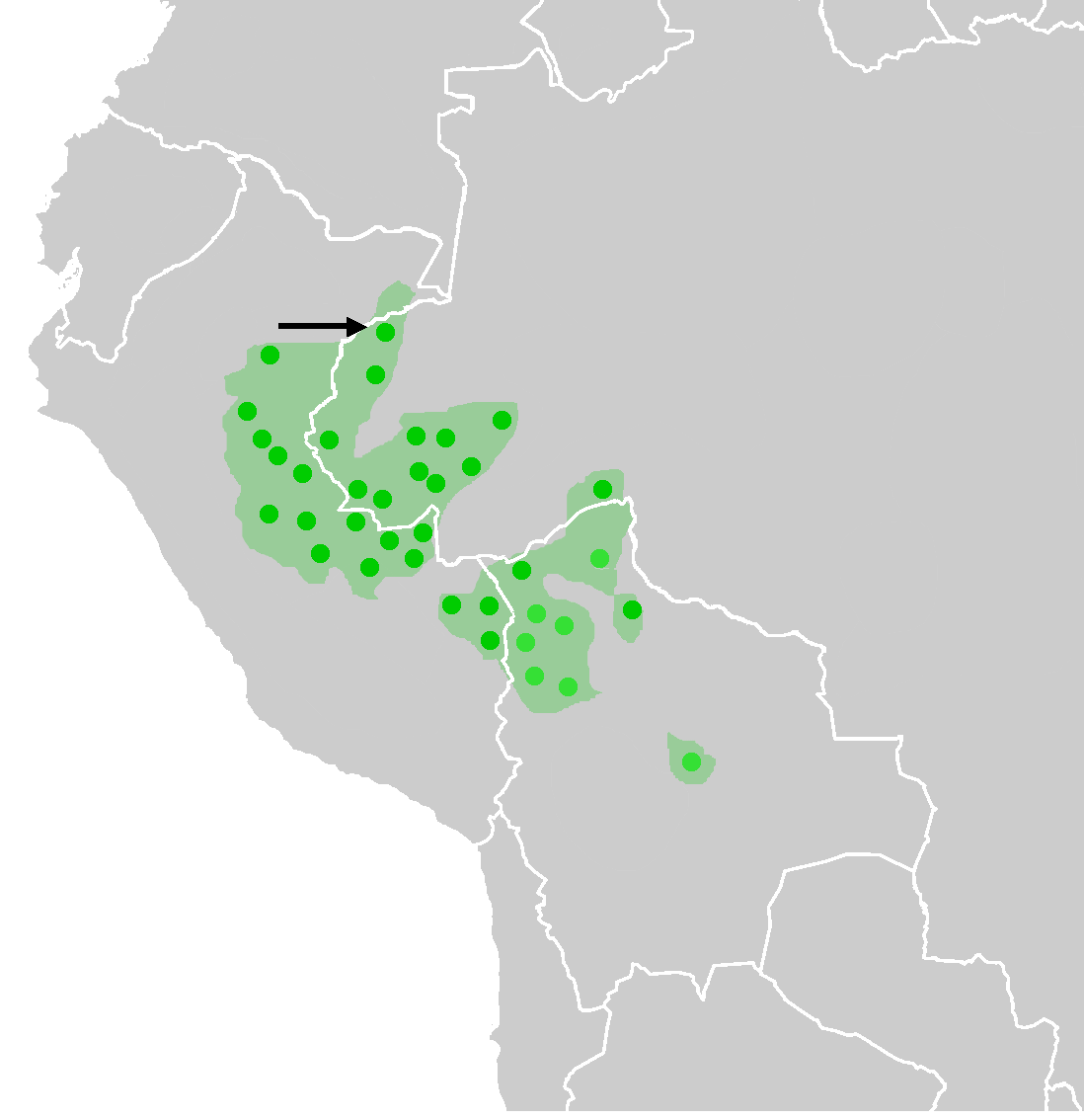

Els grups Mayoruna es troben en dos països, el Brasil i el Perú. Les tres ètnies principals, matsés, matis i korubo es distribueixen pel territori de la següent manera. Els Matsés que resideixen al Perú, es concentren al voltant de la comunitat de Buenas Lomas. Al Brasil, també hi ha alguns nuclis de població en l'alt i baix Yavarí, alt Tapiche, riu Blanco i els poblats ucayalinos de Requena i Jenaro Herrera. Al Brasil s'han localitzat cinc comunitats a la vora del Yavarí i els seus afluents del marge dret. Cal assenyalar que existeixen grups aïllats en les capçaleres dels rierols Hospital i Bata (afluents del marge esquerre del Curuça) i Santana (afluent del marge dret del Yavarí). Els matis que viuen al Brasil es localitzen en dos poblats situats sobre la quebrada Boeiro (mig Ituí). La seva presència a l'est de l'Ituí es remunta a principis del segle passat. Actualment han estat més o menys sedentaritzats per la FUNAI prop dels marges de l'Ituí. Alguns matis estan començant a establir-se sobre el marge esquerre del mateix riu. Finalment, els korubo se situen entre l'Ituí i l'Itacoaí.
Existeixen altres grups mayoruna, encara que en perill d'extinció, en altres zones del Brasil i el Perú. Alguns grups Mayo, probablement ja desapareguts, es coneixen gràcies al testimoniatge d'alguns supervivents trobats pels matsés. S'han pogut localitzar persones d'aquests grups tant al Brasil com al Perú. Els kulino, un grup fusionat a inicis del segle xx, s'han localitzat entre els marubos, encara que són originaris de les quebrades Pedro López i San Salvador.

## Situació demogràfica
En la mesura que bona part de la població viu en grups aïllats, resulta difícil assenyalar amb precisió el seu número. No obstant això, es pot estimar un total de 2.000-3.000 persones. Els mayoruna presenten avui dia una ínfima part del que van ser en segles anteriors, però actualment, s'observa un prometedor creixement de la població. En efecte, una vegada superat el xoc epidemiològic produït pel contacte, la natalitat ameríndia ha començat a augmentar. Desgraciadament, els korubos, per no disposar d'assistència mèdica i en un context persistent d'agressió microbiana i física, no s'han pogut recuperar-se demogràficament. Contràriament, la recuperació dels matis i matsés és notable. En el conjunt mayoruna s'observa un futur demogràfic prometedor, encara que aquest creixement mai arribarà a compensar les pèrdues contínues que han tingut lloc des del segle XVI.

## Breu història
La majoria de les referències conservades pràcticament no es refereixen als avantpassats dels grups que existeixen actualment. No obstant això, podem reconstruir parcialment la història d'aquests pobles gràcies a aquests documents, ja que el context històric global d'una regió involucra a tots els seus habitants i perquè el que va succeir a alguns d'aquests pobles va afectar, d'una manera o un altre, als seus pobles veïns, per la intensa comunicació que existia entre ells.
Si bé gràcies a Lathrap i la seva escola, l'àrea pano és una de les més ben conegudes de les terres baixes d'Amèrica del Sud, no es coneix pràcticament res sobre la prehistòria mayoruna en particular. Els contactes mediatitzats van tenir lloc entre 1542 i 1652. Es considera aquesta època un punt d'inflexió històric pels trastorns demogràfics i l'empobriment cultural lligat al despoblament, d'una banda; i als canvis polítics i reacomodaments territorials producte de l'obertura de nous «mercats». No sembla impossible que els primers contactes entre espanyols i Mayoruna hagin tingut lloc a partir de l'any 1560, quan l'expedició de Pedro de Ursúa va acampar en la zona de Huallaga, on un segle després van tenir lloc els primers contactes reportats entre els mayoruna i els missioners. Una altra forma de contacte, encara que indirecte, amb els espanyols va tenir lloc a través dels instruments de metall que intercanviaven a la vora del Huallaga des de la primera meitat del segle xvii. S'ignoren les repercussions exactes de tals intercanvis sobre el sistema polític i econòmic dels mayoruna.
La primera missió va ser establerta pel P. Raymundo de Santa Cruz en 1654 i va donar lloc a la fundació d'una reducció sobre el marge dret del riu Huallaga. La missió existia encara en 1686, però es va abandonar poc després per una forta epidèmia de rubèola. Només una petita part de la població del conjunt mayoruna va ser reduïda en missions. En 1723 alguns mayoruna es van sumar als Yameo, Cocama, Cocamilla i Yurimagua en Sant Joaquim dels Omaguas i van crear el seu propi «barri», San Fernando de los Mayoruna, lleugerament apartat. En 1762, el P. Uriarte va fundar un nou poble de missió, Nuestra Señora del Carmen, la població del qual era majoritàriament mayoruna, però en 1769, després de l'expulsió dels jesuïtes per ordre de la Corona d'Espanya, només van quedar al poble un centenar d'ànimes. Segons Erikson, no s'ha de desestimar la importància de les missions sobre el poble dels Mayoruna, ja que els grups atrets per les missions no trencaven els seus vincles amb els seus parents, sinó que anaven i venien de les missions. Aquest fet explica, en una certa manera, que les malalties circulessin ràpidament d'un costat per a un altre. És probable que després de l'expulsió dels jesuïtes, molts Mayoruna tornessin amb la seva gent i abandonessin les missions. No obstant això, se sap que alguns van decidir quedar-se.
Els mayoruna es van mantenir en aïllament relatiu durant tot el segle xix per les dificultats que presentava la navegació del Ucayali i el Yavarí. L'extensió de territori controlat pels Mayoruna durant aquest període és impressionant. Encara que han passat a la història com a grans militars, no hem d'imaginar que van viure en aïllament absolut per la defensa vigorosa del propi territori. Com altres grups, els mayoruna van sofrir alguns atacs, especialment per part d'alguns pobladors indígenes de l'Ucayali. L'era de la supremacia militar dels mayoruna va arribar a la seva fi amb la febre del cautxú, ja que, a partir d'aquest moment, els mayoruna van deixar de controlar el Yavarí i no va ser fins a finals de la Segona Guerra Mundial quan van aconseguir plantar cara de nou als blancs i lluitar pels seus territoris.
Durant l'últim quart del segle xix, els blancs van envair la regió a la recerca de cautxú i van acabar amb la resistència mayoruna. Els nayoruna van ser menys afectats per la febre del cautxú que altres pobles, però van ser igualment víctimes del procés, ja que vivien al cor de la zona més explotada. A principis del segle xx, els indígenes de la conca del Yavarí van tornar a beneficiar-se d'un període d'aïllament relatiu. La pressió occidental es va afeblir i els mayoruna van aconseguir rebutjar noves invasions. No obstant això, a poc a poc els projectes de construcció de carreteres i prospeccions petrolieres van començar a introduir-se entre els mayoruna. Amb aquests projectes es va donar pas a l'era de la “pacificació”.

## Situació actual
Si bé encara existeixen grups mayoruna aïllats, la majoria mantenen contacte permanent amb la societat nacional. Actualment pràcticament tots els mayoruna sofreixen algun tipus de dominació per part dels blancs. Els primers contactes van tenir lloc fa segles i des de llavors molts mestissos han viscut i treballat amb els Mayoruna. Aquest és el cas de molts grups mayoruna del Brasil, considerats oficialment com arredios. La consolidació del contacte es pot datar en 1969 en el cas matsés i en 1979 en el cas matis. Segons Erikson no s'ha de dramatitzar-se la situació, ja que els mayoruna encara conserven la seva llengua i la major part de les seves tradicions. No són castigats per cap de les plagues associades a occident com l'alcoholisme, la malnutrició, la guerrilla, la tuberculosi, etc. La realitat quotidiana dels mayoruna està íntimament relacionada amb dos organismes burocràtics: l'ILV al Perú i la FUNAI al Brasil. Després d'haver sofert diversos episodis de pressió militar per part dels blancs, els matsés van acceptar la presència de l'ILV i de la FUNAI ràpidament.
L'arribada dels missioners va influir el curs de la història matsés. Una de les principals conseqüències del contacte va ser la sedentarización excessiva, a Chobayacu es va concentrar un volum de població poc compatible amb la manera tradicional d'explotació del sòl i, en conseqüència, l'ILV va haver d'impulsar alguns programes per a pal·liar tal situació. No obstant això, cap d'ells va resultar ser la solució. Els matsés van recórrer, llavors, a la doble residència, d'aquesta manera, alternaven el seu sojorn en Chobayacu amb sojorns en refugis perifèrics. Aquesta solució va funcionar durant deu anys. Després, els matsés més joves van decidir establir-se en zones riberenques. A resultes de tal iniciativa, va tenir lloc una nova redistribució de la població en quatre grups que cada vegada tendeixen més a l'endogàmia.
L'activitat de l'ILV al Perú ha donat lloc a opinions molt divergents. Alguns han lloat la catequització dels indígenes per part d'aquesta organització; i altres, per contra, critiquen els efectes perversos de la sedentarización i fins arriben a retreure als missioners haver encobert els interessos dels caucheros i petroliers de la regió. La FUNAI va començar a treballar en la conca del Yavarí en 1971, després de la consolidació del contacte amb els matsés al Perú. En aquest moment se li va assignar a l'Audancia do Alto Solimoes (AJUSOL) la tasca d'atreure als indígenes de la regió i de presentar-los assistència. De tots els grups mayoruna, només els Matsés i els Matis tenen funcionaris vivint en els seus poblats.
Erikson, l'any 1994, afirmava que el rol de la FUNAI era essencialment aportar assistència mèdica d'emergències i assegurar un paper d'intermediari honest en les relacions comercials amb la societat nacional. Encara que la raó de ser de la FUNAI és la protecció dels pobles indígenes, cal dir que, a vegades, les seves accions també tenen conseqüències nefastes per a aquests pobles. Per exemple, l'anomenada “pacificació” dels matis que va tenir lloc entre 1976 i 1978 que s'ha revelat terriblement mortífera. Segons Erikson, la FUNAI s'ha interessat per aquest grup en vistes de les prospeccions petrolieres i en previsió de la construcció d'una carretera que travessarà el territori. Arran d'aquest fet, els matis van quedar totalment desmoralitzats, van perdre part de la seva població i amb ella també gran part de les seves tradicions. Després d'un temps, els matis han començat a recuperar la confiança en si mateixos, cosa que queda testimoniada en la recuperació dels rituals de tatuatge.
Erikson afirmava que la situació dels matis era bastant bona, ja que les seves terres, a diferència de les dels matsés brasilers, estaven poc amenaçades per intents d'invasió. Els matis es troben poc exposats al contagi, ja que, a part del personal de la FUNAI, no tenen contactes amb forans a excepció dels marubos. Les pràctiques d'autosuficiència encara es mantenen. L'accés a béns manufacturats, en un primer moment assegurats per la FUNAI, depèn actualment de la barata de l'artesania i de la venda de fusta, activitats patrocinades per la FUNAI. Lamentablement l'artesania matis sofreix els efectes de la intensificació de la producció i que la seva venda massiva afebleixi les seves pròpies xarxes d'intercanvi. D'altra banda, segons Erikson, resulta positiu que tots els homes matis hagin emprès en comú la comercialització de la fusta, ja que, d'aquesta manera, els joves es queden en el poblat per a treballar com a fusters.
El Moviment Amazònic per a Tribus Subsistents i Economies Sostenibles - MATSES, va ser format pels professors dels mayoruna per prevenir l'explotació de la seva gent i el seu territori. Requereixen millor atenció mèdica per a afrontar epidèmies, especialment de malària i hepatitis.
El 27 d'agost de 2009 s'oficialitza l'establiment de la Reserva nacional Matsés a la província de Requena, departament de Loreto.

## Organització social
S'agrupen en llinatges patrilineals i patrilocals, amb una terminologia de parentiu de tipus Kariera, la seva societat es divideix en consanguinis i aliats, que realitzen un intercanvi simètric de dones a l'interior de les mateixes generacions. Acostumen la poligàmia.

## Sistema econòmic
Els mayoruna practiquen, principalment, l'agricultura itinerant (conreen bàsicament iuca, plàtan, blat de moro, frijol, nyam, moniato, pituca, pinya, papaia, canya de sucre i cocona) i la caça. A més de la pesca i la recol·lecció de fruits silvestres.
La pràctica de l'agricultura es materialitza en les chacras, situades en la perifèria dels habitatges, en els terrenys d'altura. Les chacras secundàries, de menor grandària, es troben en diferents punts estratègics per a facilitar els desplaçaments ocasionals pel bosc, especialment, en els moments de caça. En les chacras principals es conreen els productes d'ús quotidià durant el temps que un grup viu en un determinat lloc. La majoria de carbohidrats provenen dels plàtans i la iuca dolça. El pijuayo i el blat de moro completen la dieta. El blat de moro, a més, té un rol ritual fonamental entre els Mayoruna. Erikson (1994) es deté a explicar el cas dels Matsés. Aquests distingeixen tres tipus bàsics de sòls cultivables: ushu (blanc), piu (vermell) i chësë (negre) en ordre de fertilitat ascendent. Els colors assignats a cada sòl tenen importància conceptual i simbòlica en la mesura que per als Mayoruna el blanc significa immaduresa, el vermell estat transitori i el negre saviesa. El treball es distribueix en quatre etapes: neteja, la tomba, la crema i la sembra. És en l'última fase en què apareixen les dones. Cada parcel·la familiar és sembrada pels seus membres. La distribució sexual de les tasques no és estricta, però pot observar-se que els homes s'encarreguen de sembrar els cultius bati (dolços) com el plàtan i la papaia, mentre que les dones menopàusiques de dediquen a la sembra del cotó. El blat de moro i el pijuayo se sembren únicament amb finalitats rituals.
La caça amb arc, que es practica usant sarbatana o escobeta, és sens dubte l'activitat masculina amb més valor, ja que d'ella deriva majorment el prestigi que s'assigna a un home. Les dones participen de la caça com a ajudants, s'ocupen d'atalaiar la caça i implicar les preses. La caça és una activitat crucial pels mayoruna i tal fet queda constatat per les moltes prohibicions que existeixen per a afavorir l'èxit de la caça. Els animals més caçats pels Matis són el pecarí de collaret, el pecarí barbiblanco, la danta, l'ós mandrós i diverses espècies de mico. Cal tenir en compte que, a més de carn, la caça els permet obtenir altres elements per a usos diversos. Per exemple, els ossos de pecarí són utilitzats pels matis per a fabricar agulles i les excrescències cartilaginoses de la gola del bufó vedat són utilitzades per les dones com a estotjos. Una de les conseqüències més importants de la progressiva sedentarització dels matis i els matsés és la necessitat de caçar en zones cada vegada més allunyades dels habitatges principals. En aquests casos, no és únicament l'home qui s'endinsa en el bosc, sinó tota la família. Per a aquests casos, es construeixen habitatges provisionals. Tal gestió del territori no sols permet avantatges econòmics i ecològics, sinó també avantatges socials i polítiques. En efecte, resulta ser una enorme ajuda per a trencar la monotonia de la vida en comunitat i una vàlvula de fuita molt benvolguda.

## Cosmologia i sistema de creences
Consideren que hi ha unitat entre el món espiritual i el físic i així els esperits dels animals es troben en totes les coses. Creuen que totes les plantes contenen esperits animals específics. En usar les plantes medicinals, el xaman i el seu pacient parlen a l'esperit animal que habita aquesta planta particular, sol·licitant la curació o protecció. Apliquen les medicines externament al cos, ingerint-les rares vegades. Un ritual comú inclou l'ús d'una toxina derivada de la secreció cutània de la granota Phyllomedusa bicolor anomenada kambó.

### Cosmologia
Es té poca informació sobre les creences dels mayoruna sobre el més enllà i el món dels esperits. La seva cosmologia, segons Erikson, consisteix en una versió simplificada de la d'altres pobles pano. Mentre els Marubo creuen que el món està format per 12 pisos plans superposats per sobre del nostre i pel mateix nombre de pisos subterranis; els Matis reconeixen únicament tres nivells (el que trepitgem, el del cel i el subterrani). De la mateixa manera, els yaminahua conceben el cos humà com constituït per una multiplicitat d'ànimes i els Mayoruna només parlen d'una ànima (tsusi, significa “ombra” i “vell”). Els matsés, pel seu costat, també utilitzen el terme tsusi, però per a referir-se a allò que emana del cos després de la mort prefereixen utilitzar la paraula porobitsi (“pell de membre”).
Entre els mayoruna els esperits tenen la capacitat de servir d'intermediaris entre els seus parents i el món que existeix després de la mort. El fenomen conegut com a “amnèsia genealògica” sembla no ser tan present entre els mayoruna com en altres pobles. En efecte, els mayoruna visiten sovint les purmas on estan enterrats els seus parents. Erikson relaciona la feblesa de l'amnèsia genealògica entre els Mayoruna amb la valorització dels ancians i el fet que els difunts siguin designats, a vegades, amb el terme darasibo (“major”). En certa manera, això ens permetria concloure que els ancians es beneficien de l'estatus dels morts en vida. La importància que s'atorga als ancians queda reforçada per les funcions rituals i algunes tasques artesanals, físicament senzilles però altament valorades, que es reserven a aquest col·lectiu.

### Xamanisme
Els Matis situen la mort del seu últim xaman abans del seu primer contacte amb la FUNAI. Per aquest motiu, el ají, el tabac i les drogues conreades han desaparegut dels seus horts. El xamanisme pano està associat amb l'amargor (muka). En efecte, en moltes llengües pano s'utilitza l'expressió hun mukaya (home proveït de muka) per a referir-se al xaman. La medicina tradicional Matis sembla haver desaparegut en benefici de la medicina occidental administrada per la FUNAI. En el cas dels Matsés el xamanisme està més viu que entre els Matis.
Segons Erikson, el xamanisme mayoruna es distingeix pel seu caràcter difús i transmissible. En primer lloc, difús perquè està distribuït entre tots, l'especialista es distingeix per la quantitat i no per la naturalesa dels seus poders. En segon lloc, transmissible en la mesura que la substància (sho) que confereix el poder per a curar, ferir o matar pot materialitzar-se baix diferents formes (dents, ajíes…). El principi energètic del xamanisme mayoruna circula de manera general i jerarquitzada en la societat: dels majors als menors, dels adults als nens, dels homes a les dones, dels homes als gossos i fins i tot dels morts als vius. Les modalitats de la circulació d'energia són moltes, algunes estan associades a pràctiques comunes com l'alimentació o la sexualitat, i altres a rituals específics per a dur a terme tal transmissió (entre els matsés: absorció de tabac polvoritzat pel nas i per la injecció subcutània del verí batraci kampo -no identificat-). La característica uneix aquestes pràctiques i altres és el fet que les substàncies són introduïdes per persones amb prestigi i la noció d'amargor.

### Mitologia
No existeix cap estudi sistemàtic sobre la mitologia mayoruna. No obstant això, Wistrand (ms.) basant-se en els estudis d'alguns lingüistes enumera els següents temes: persecució del cap que roda per si mateixa, diluvi, Orfeu, alçament del cel, les plantes i arbustos que comencen a créixer, origen de la forma i dels colors dels ocells i animals després de matar al Irakocha.
A pesar que existeixi aquest esment a Irakocha, cal assenyalar que la mitologia mayoruna es caracteritza per l'absència dels Inques en els seus mites a diferència de la presència d'aquests en els mites d'altres pobles pano. Un dels mites matsés més freqüents atribueix l'origen de l'agricultura a un regal del Paujil (Wësnid), la qual cosa va posar fi a l'època en què els humans menjaven argila i aquesta era cuita al sol perquè encara no es coneixia el foc. Aquest mite també és comú entre els matis i els marubos. Entre els matsés tots els principals productes conreats (iuca, plàtan, blat de moro, chonta, huaca) semblen haver estat lliurats per Wësnid, mentre que els matis relacionen l'origen dels plàtans amb un episodi diferent reminiscente d'un mite cashinahua. Malgrat la incorporació massiva de captius, la mitologia mayoruna no ha estat influïda ni pel corpus d'altres famílies lingüístiques ni pel tema de l'Inca que es troba entre els seus veïns. Per la resta d'aspectes, les diferències entre mitologies pano són mínimes.

### Rituals
L'essencial de la vida cerimonial mayoruna se centra al voltant dels rituals de “formació de la persona” que es caracteritzen per la transmissió d'ornaments i la imposició de tatuatges. Cada persona se sotmet als tatuatges i perforacions de la cara diverses vegades al llarg de la seva vida, es tracta, doncs, d'un procés continu i poc formal; el lapse al llarg del qual els adolescents són tatuats presenta les característiques d'un ritu de passatge.
Com en altres pobles pano, els rituals d'iniciació dels Mayoruna tenen lloc durant l'estació de les pluges i la collita del blat de moro, moments que es relacionen amb l'arribada dels esperits tel·lúrics que vénen a maltractar als joves per al seu major benestar. Els Matis encarnen aquests esperits, als quals anomenen mariwin, amb màscares d'argila, els Matsés, en canvi, se serveixen d'una vestimenta-màscara feta d'escorça d'un arbre anomenat komo únicament manejable durant l'estació plujosa per a representar els esperits, denominats per aquest grup kwënkido o noshman. Encara que entre els Matis i els Matsés existeixen altres esperits, els més importants són els mariwin i els noshman respectivament. En el ritual Matis es fa evident la metàfora agrícola, la interpretació de la qual, segons Erikson podria relacionar-se amb una temptativa de conjunció de complementaris: els primers iniciats són el blat de moro (primer producte collit en una nova chacra) i els esperits ancestrals iniciadors són el pijuayo (últim producte collit en un purma). Existeix una similitud estructural entre el blat de moro i l'els iniciats, doncs que tots dos prometen un creixement i un amargamiento ràpid: la planta a partir de la seva fermentació i transformació en chicha; i els joves a partir del tatuatge, que és considerat com una injecció de sho.
La versió matsés del ritual dura diverses setmanes i consisteix en un intercanvi generalitzat d'aliments entre els sexes i en una successió de mascarades al llarg de les quals cada home es converteix en un simètric del món subterrani en posar-se un vestit de komo. Es diu que mentre els kwëdenkido visiten els humans, els homes van a les malocas subterrànies. Les dones no poden assistir als preparatius ni mirar als esperits quan arriben a la casa. Una vegada en la maloca, els esperits canten cadascun pel seu costat colpejant, a vegades, a les dones amb un mall sobretot si es nega a cantar juntament amb l'esperit dels seus parents pròxims i els del seu marit en cas que no els donin ràpidament de menjar o es quedin adormides. El punt culminant del ritual és el moment en què tots els esperits apareixen al mateix temps per a fer reviure als nens i alguns homes que es fan els morts.
Si bé el ritual d'iniciació és el més important, existeixen altres rituals importants, especialment associats a la guerra, en els quals els personatges que intervenen també apareixen disfressats. Per a acabar amb aquest capítol dedicat als rituals, ens referirem molt sintèticament als ritus funeraris, ja que van ser els que més van impressionar als primers observadors per implicar un episodi de endocanibalismo. Actualment, tant els matis com els matsés enterren els seus morts i els seus ritus funeraris es basen en plors cantats que s'acaben amb el silenci després d'algunes hores o dies, depèn del prestigi del difunt. En un passat no gaire llunyà, aquests cants estaven acompanyats d'una cremació. Les cendres resultants eren recollides i ingerides pels parents pròxims del difunt.

## Ornaments facials
El contacte amb els occidentals va pertorbar la relació dels Matis amb els seus ornaments. En conseqüència, molts d'aquests van caure en desús i altres nous elements van ser incorporats. Actualment l'ús d'adorns està desapareixent entris els Matis, encara que els Matis recorden perfectament la seqüència dels ornaments. S'explica breument a continuació.
Entre els 4-5 anys els nens Matis sofreixen la primera perforació en el lòbul de l'orella. Se'ls introdueix un escuradents conegut com el primer paut que, amb el passar dels anys, augmenta de dimensió. Una vegada que el diàmetre ha aconseguit la grandària d'un dit s'introdueix un cilindre o un disc anomenat tawa. Tal adorn té més o menys 5 cm de diàmetre per a les dones i gairebé el doble per als homes. La segona etapa té lloc als 8 anys, moment en què es perforen els costats del nas per a introduir els primers demush (fines agulles negres fetes de les fibres de la palmera isan). A mesura que passen els anys, el número dels demush augmenta fins al punt de cobrir gairebé totalment el nas. La tercera etapa consisteix en l'obertura del septe nasal per a introduir l'arracada nasal, anomenat detashkete. Aquesta etapa, únicament en el cas dels homes, es dilati en el temps i conclou amb la introducció d'un detashkete més sofisticat.
Posteriorment, ja en plena pubertat, arriba el moment d'obrir el llavi inferior. En l'època de les primeres relacions sexuals, les dones comencen a usar el kwiot, un adorn labial fet de fusta clara. Els homes, en canvi, es posen un ornament en el llavi superior. Uns anys després la introducció del kwiot, vénen els primers musha (tatuatges). El primer que es fa és dibuixar dues línies sobre les temples, mentre que les galtes són dibuixades en el moment ritual, que constitueix el moment més important de la vida cerimonial Matis. Durant el ritu, nois i noies seran tatuats simultàniament i idènticament. Una vegada arribats a l'edat adulta, és a dir entre els 16 i els 20 anys, els homes es perforen la cara, concretament l'àrea que separa la maxila i les galtes i introdueixen els mananukit (el que emergeix), uns escuradents de fusta negra bastant llargs. Durant la segona cerimònia del tatuatge, cada jove és tatuat primer en la seva galta esquerra o després en la dreta amb unes línies paral·leles, de sis a vuit. El nombre de línies per a cada galta no és mateix. Els matis insisteixen en la diferència que hi ha entre la primera i la segona operació, ja que la primera és molt més dolorosa que la segona.
Aquesta adquisició gradual dels adorns està en directa connexió amb les etapes de la maduració individual, segons un ordre que resulta pre-establert. A la base d'aquesta concepció, hi ha una visió molt lineal de l'existència, basada en una successió d'etapes ja ordenades que porten l'individu cap a una evolució progressiva que el condueix fins a una vellesa altament idealitzada. Aquest enorme respecte per la successió de les etapes amaga en si mateix un principi que s'intenta difondre i ensenyar a tots els membres de la comunitat, el fet que cada cosa vindrà al seu temps. Aquest discurs es refereix tant en la introducció per exemple dels aliments en la dieta matis, com a l'adquisició de tècniques i coneixements.

## Llengua i família lingüística
La llengua dels mayoruna és pertany a la família pano, sent la segona llengües més parlada d'aquesta família i la situada més nord (just al sud de la frontera amb Colòmbia). Dins de la llengua família la llengua Matsés probablement forma un subgrup diferent dels altres subgrups (Yaminawa, Chacobo i Capanawa).
La família pano deu el seu nom a un dels seus components, actualment desaparegut, la branca dels Shetebo del baix Ucayali. Segons Erikson, es pot considerar als pano com una dels quatre principals ceps lingüístiques de la selva tropical amazònica, al costat del tupí, el carib i l'arawak. La característica fonamental que distingeix als pano de la resta és la seva uniformitat lingüística, territorial i cultural. Tal constatació resulta sorprenent si es tenen en compte la vasta extensió de terreny que ocupen els pano. En efecte, es tracta d'una àrea gairebé ininterrompuda que ocupa tota la regió limítrofa entre el Brasil i el Perú.
Els mayoruna, en el seu dia a dia, solen utilitzar la pròpia llengua. No obstant això, gairebé tots els homes entre els 17 i 35 anys són capaços de parlar una mica de portuguès, la qual cosa fa possible que puguin dur a terme les seves transaccions comercials quan van a les ciutats. Algunes dones, encara que menys que homes, també logan comunicar-se en portuguès. A més, els Matis gran part dels homes i dones són capaces de parlar i entendre la llengua parlada pels marubos, que també pertanyen a la família pano.

## Relacions interètniques
En aquest apartat no ens centrarem en les relacions que mantenen els Mayoruna amb la resta de grups ètnics del seu al voltant, sinó que ens fixarem únicament en les relacions que mantenen els diferents grups inclosos genèricament sota el nom mayoruna. En efecte, ens sembla imprescindible abordar aquest aspecte en el cas Mayoruna, ja que dins d'aquest terme conflueixen diferents grups.
Estudis com els de Zarzar ens inciten a desconfiar de la idea segons la qual els diferents components de la mateixa família etnolingüística compartirien per definició una cultura comuna. Confrontats els problemes de demarcació de terres, d'invasió dels territoris, d'assistència sanitària o d'educació, cada agrupació ha d'encarar una situació particular i deu, evidentment, ser considerada de manera independent. Partint d'aquesta idea, s'imposa un acostament comparatiu i sintètic en raó de les notables similituds que es perfilen després de la diversitat per a poder presentar una visió de conjunt del sistema de valors, creences i principis organitzatius dels mayoruna, i per a comprendre la seva història i arrels comunes. Des del punt de vista cultural, cadascun dels segments mayoruna representa una variant d'un model general, i en termes lingüístics, l'homogeneïtat d'aquests grups és encara superior. Testimoniatge d'aquestes relacions entre grups mayoruna és el fet que els antecessors dels actuals mayoruna conformaven vastes xarxes d'enllaç matrimonial i intercanvi material i polític.
La noció genèrica de mayoruna, analíticament útil per a aquest treball, es funda sobre una base empírica sòlida. Partir del fraccionament social i particularismes locals, segons Erikson, no seria adequat, ja que s'estaria donant massa importància a necessitat occidental de catalogar els grups i traint, en conseqüència, la concepció indígena segons la qual existeix un sentiment de pertinença comuna entre els pobles pano septentrionals.

## Enllaços exteros
- Mayoruna Perú Ecológico.
- Los Matsés MATSES.INFO
- Llengua Matsés Proel
- Matsés Ethnologue
- El Movimiento Amazónico para Tribus Subsistentes y Economías Sostenibles (MATSES)